# Haematopota coronata
Haematopota coronata är en tvåvingeart som beskrevs av Austen 1908. Haematopota coronata ingår i släktet Haematopota och familjen bromsar. Inga underarter finns listade i Catalogue of Life.